# Peyton Place (televisieserie)
Peyton Place was de eerste langlopende Amerikaanse soap die op een laat uur werd uitgezonden. De serie is gebaseerd op personages uit de boeken van Grace Metalious. De serie volgde na de productie van twee relatief succesvolle bioscoopfilms die ook (en meer getrouw) op deze boeken waren gebaseerd: Peyton Place en Return to Peyton Place. Franz Waxman schreef hiervoor de muziek. Zijn titelthema is ook de basis voor de televisieserie.
De televisieserie was de springplank voor acteurs als Ryan O'Neal en Mia Farrow. Deze laatste verliet de serie al na het derde seizoen om te trouwen met Frank Sinatra. Daarna zou ze spelen in de film Rosemary's Baby.
Er werden 514 afleveringen van 25 minuten gemaakt, die tweemaal per week uitgezonden werden op ABC in de periode van september 1964 tot juni 1969. De eerste twee seizoenen werden in zwart-wit opgenomen, de rest in kleur.
In Nederland heeft de AVRO de serie uitgezonden - telkens in blokken van twee afleveringen van in totaal vijftig minuten.

## Verhaallijnen
In de eerste aflevering stapt dokter Michael Rossi van de trein in Peyton Place. Hij is vanuit New York gekomen om in het ziekenhuis te werken als chirurg. De serie richt zich aan het begin van de serie voornamelijk op Allison. Ze is goed bevriend met buurjongen Norman, maar is verliefd op diens oudere broer Rodney en zoent hem. Allisons moeder Constance merkt dit op en keurt de relatie af. Ze heeft een slechte band met haar dochter en is erg eenzaam sinds de dood van haar man.
Rodney is ondertussen kwaad als hij ontdekt dat zijn vader Leslie een affaire lijkt te hebben met diens secretaresse Julie Anderson. Rodney trouwt uiteindelijk met Julies dochter Betty, het populaire meisje van de klas.
In het midden van het eerste seizoen stapt Elliot Carson in de serie. Hij is de biologische vader van Allison en werd eerder veroordeeld voor de moord op zijn vrouw Elizabeth, hoewel het Catherine Peyton Harrington was. Catherine is de manipulatieve moeder van Rodney. Als Elliot zijn naam zuivert, trouwt hij met Constance. Later kregen ze een zoon die ze Matthew noemden.
De serie richtte zich een lange tijd op Rodney, die niet kon kiezen tussen Allison en Betty. Als Allison de stad (en de serie) voorgoed verlaat, kiest hij voor zijn echtgenote. Betty scheidt echter van hem en trouwt met de mysterieuze advocaat Steven Cord. Ze scheidt al snel van hem om opnieuw met Rodney te trouwen. Dit zorgt voor een grote rivaliteit tussen Rodney en Steven. Later blijken ze halfbroers te zijn. Steven werd opgevoed door Hannah Cord, maar is de buitenechtelijke zoon van Catherine.
Richting het einde van de serie stapt Jill Smith in beeld. Zij beweert Allisons baby op te voeden. Dit wordt echter nooit bewezen. Ze trouwt met Joe Rossi, Michaels jongere broer. Ook Martin Peyton is een belangrijk personage in de latere seizoenen.
Toen Dorothy Malone, die Constance speelde, de serie verliet, draaide de serie voornamelijk om Michael. Hij wordt verliefd op Marsha Russell en wordt beschuldigd van een moord die hij niet gepleegd heeft.

## Personages

### Instap in 1964
| Karakter             | Acteur               | Biografie | Periode   | Afleveringen               |
| -------------------- | -------------------- | --- | --------- | -------------------------- |
| Constance MacKenzie  | Dorothy Malone       | Constance is de moeder van Allison MacKenzie. Aan het begin van de serie blijkt dokter Michael Rossi iets over haar duistere verleden te weten. Het blijkt dat ze haar dochter had voorgelogen over wie haar vader is en dat Allison een buitenechtelijk kind is. Door zijn gevoelens voor Constance zegt hij niets. Als Allisons biologische vader Elliot Carson in de stad arriveert, vertelt Constance de waarheid over hoe Elliot een moordenaar is. Als hij zijn onschuld bewijst, wordt ze opnieuw verliefd op hem. Samen met hem kreeg ze een zoon, Matthew. Toen Allison de stad verliet in 1966, probeerde ze haar te vervangen door iemand anders in diens kamer te laten intrekken. Constance stond er om bekend constant kritiek te hebben op alle zaken en verliet Peyton Place in 1968. | 1964-1968 | 1-435                      |
| Allison MacKenzie    | Mia Farrow           | Allison is de tienerdochter van Constance die denkt dat haar vader vlak voor haar geboorte stierf. Ze lijkt iets te hebben met haar buurjongen Norman, maar is verliefd op zijn grotere broer Rodney. Hij trouwt echter met Betty Anderson. Als Elliot Carson, na 18 jaar in de gevangenis te hebben gezet, in de stad arriveert, blijkt hij haar biologische vader te zijn. Het kost haar tijd om dit te accepteren, maar legt zich er bij neer als hij trouwt met Constance. Allison wordt niet veel later de oppas van de kinderen van David Schuster. Hij lijkt constant te flirten met Allison, ondanks zijn huwelijk met de tamelijk ongelukkige Doris. Allison krijgt een goede band met hun 6-jarige doofstomme dochter Kim. Hier kwam abrupt een einde aan toen Allison werd aangereden en in een coma belandde. Als ze bijkomt, lijkt ze zich niets te kunnen herinneren van het afgelopen jaar. Als ze te horen krijgt wie haar vader is en dat Rodney beschuldigd wordt van moord, wordt het haar te veel en krijgt ze een zenuwinzinking. Ze had destijds iets met Rodney, maar hij kon haar mentale instabiliteit niet aan en liet haar vallen. Hierna kreeg ze iets met de blinde Chris Webber. Als hij vertelt dat niet Ann Howard, maar zijn broer hem blind heeft gemaakt, biecht Allison dit op aan Ann. Chris kon dit haar niet vergeven en werd boos. Ann kon dit niet aan en viel van een klif en stierf. Allison had er op dat moment genoeg van en verliet Peyton Place voorgoed.                                          | 1964-1966 | 1-263                      |
| Michael Rossi        | Ed Nelson            | De eerste aflevering begint met Michael, die arriveert in de stad om er als dokter te werken. Hij krijgt ruzie met collega Robert Morton, omdat Morton een hekel had aan de nieuwe middelen die de jonge dokters gebruikten. Door zijn ruzie met Morton zou Catherine Harrington uiteindelijk sterven op de operatietafel. Hij werd beschuldigd voor moord. Toen het niet slechter leek te kunnen, trouwde zijn liefdesinteresse Constance MacKenzie ook nog eens met een andere man. Michael zette zich over haar heen en krijgt een relatie met dokter Mortons dochter Claire Morton. Zij is echter getrouwd met Vincent Markham. Als Vincent ook naar Peyton Place komt, steelt hij haar terug. Michael krijgt vervolgens een relatie met Stella Chernack. Zij blijkt echter een duister verleden te hebben en verlaat de stad. Hierna krijgt hij een relatie met zuster Ann Howard. Ze raken zelfs verloofd, maar trouwen nooit, aangezien Ann van een klif valt en sterft. Nadat hij de dood verwerkt, krijgt hij een relatie met zijn veel jongere patiënte Rachel Welles. Hij kan het leeftijdsverschil echter niet aan en dumpt haar. Uiteindelijk ontmoet hij Marsha Russell. Zij is getrouwd met de agressieve Fred. Ze vlucht echter en krijgt een relatie met Michael. Als Fred dood wordt aangetroffen, wordt Michael opnieuw vals beschuldigd. | 1964-1969 | 1-514                      |
| Rodney Harrington    | Ryan O'Neal          | Rodney is de aantrekkelijke en populaire zoon van Leslie Harrington en de oudere broer van Norman. Hij is eigenlijk verliefd op Allison, maar krijgt een relatie met Betty Anderson. Hij trouwt met haar als hij ontdekt dat ze zwanger van hem is. Ze verliest haar kind echter tijdens een ongeluk, maar vertelt dit niet aan Rodney. Als hij er toch achter komt, neemt hij wraak door Allison opnieuw te benaderen. Wanneer hij ontdekt dat de agressieve ex-vriend (Joe Chernack) van Rita Jacks haar en diens vriend Norman lastigvalt, besluit Rodney dit te stoppen. Hij klopt bij zijn huis aan en vraagt aan Stella waar haar broer is. Niet veel later belandt hij in een gevecht met Joe en sterft hij. Stella laat Rodney arresteren. Hij wordt schuldig verklaard, maar Stella geeft toe en laat hem bevrijden. Hierna stopt hij met zijn universiteit om in een garage te werken. Hij dumpt Allison en krijgt een seksuele relatie met Sandy Weber. Hij wordt daarnaast stiekem verliefd op Rachel Welles. Zijn grootvader Martin Rodney wil dat Rodney zijn leven verbetert en zorgt ervoor dat hij hertrouwt met Betty. Ook krijgt hij een baan bij Norman en Rita. Hij wordt een rivaal van advocaat Steven als hij ook een oogje krijgt op Betty. Als ene Jill Smith naar de stad komt en beweert dat zij het kind van Allison opvoedt, eist Rodney voogdij en beweert hij de vader te zijn. Hier wordt duidelijk dat hij seks zou hebben gehad met haar. Uiteindelijk verlaat hij Betty om terug te gaan naar de universiteit. | 1964-1969 | 1-501                      |
| Leslie Harrington    | Paul Langton         | Leslie Harrington is de vader van Rodney en Norman. Hij was de boze man van de familie. Zo beraamde hij ooit het plan om met Jack Chandler en Eddie Jacks zijn vrouw te vermoorden, wist hij altijd al dat Elliot onschuldig was, leek hij een affaire te hebben met zijn secretaresse Julie Anderson en had hij een hekel aan Rodneys vrouw Betty en Normans liefje Rita. Hij werd gechanteerd door Chandler, die hem wist over te halen om een pistool naar de gevangenis te brengen zodat hij een bewaker neer kon slaan. Norman was hier getuige van. Desondanks stond hij aan de zijde van Rodney toen hij een terecht moest staan en was hij bereid om met Julie te trouwen. Zij was echter getrouwd met een gestoorde man. | 1964-1968 | 1-454                      |
| Norman Harrington    | Christopher Connelly | Norman Harrington is de zoon van Leslie Harrington en de jongere broer van Rodney. Hij is verliefd op Allison MacKenzie, maar durft geen stappen te zetten. Als zij iets krijgt met Rodney, geeft hij het op. Als zijn moeder Catherine sterft, kan hij hier maar moeilijk overheen komen. Niet veel later ontmoet hij Rita Jacks. Hij werd verliefd op haar en zij op hem. Er was echter één probleem, haar ex-vriend is de kwaadaardige Joe Chernack. Joe kon dit niet aan en begon Rita te misbruiken. Norman confronteert hem hiermee, maar is geen partij voor de sterke Joe. Als Rodney ze probeert te beschermen, bezwijkt Joe. Terwijl Rodney wordt beschuldigd, trouwt Norman met Rita. Zowel zijn vader als grootvader zijn tegen het huwelijk, maar Norman laat zich niet weerhouden. Hierna weet hij niet goed of hij naar de universiteit zal gaan of meteen begint met werken. Daarnaast krijgt hij problemen met Rita. Zij wil namelijk dolgraag kinderen, maar hij is hierop tegen. | 1964-1969 | 1-514                      |
| Betty Anderson       | Barbara Parkins      | Betty is de dochter van secretaresse Julie. Ze is verliefd op Rodney en raakt onverwacht zwanger van hem. Ze krijgt na een ongeluk een miskraam, maar vertelt dit niet, aangezien hij met haar wil trouwen omdat ze zwanger is. Als hij achter de waarheid komt, vraagt hij een scheiding aan en krijgt hij iets met Allison. Ze vluchtte naar New York, waar ze iets kreeg met een prostituee. Later probeerde ze haar leven te beteren. Ze werd een zuster, kreeg een relatie met een priester en deed aardig tegen mensen waar ze ooit gemeen tegen was. Toen ze het uitmaakte met de priester, trouwde ze met advocaat Steven Cord. Toch biecht ze op nog gevoelens te hebben voor Rodney, wat zorgt voor rivaliteit tussen de twee mannen. Als Steven de buitenechtelijke zoon van Catherine Harrington blijkt te zijn, trekken ze in bij diens vader Martin. Hier bouwt hij een band op met Betty, om haar er vervolgens van te overhalen te trouwen met Rodney. Ook huurde hij de aantrekkelijke Adrienne Van Leyden in om Steven te verleiden. Als ze hierachter komt, belandt ze in een gevecht met Adrienne waarbij ze overlijdt. Uiteindelijk krijgt Martin zijn zijn en trouwt ze met Rodney. | 1964-1969 | 1-512                      |
| Julie Anderson       | Kasey Rogers         | Julie is de moeder van Betty en secretaresse van Leslie Harrington. Hoewel ze getrouwd is met George Anderson, krijgt ze een affaire met Leslie. Hij is zelfs bereid met haar te trouwen, maar Julie weigert te scheiden. Als hij echter naar het gesticht moet, is Julie eindelijk bereid met Leslie te trouwen. Het blijkt echter dat het tegen de wet is om te scheiden van iemand met een mentale instabiliteit. Als George er op vooruit gaat, vertrekt ze om hem bij te staan. | 1964-1969 | 1-252 (daarna terugkerend) |
| Catherine Harrington | Mary Anderson        | Catherine is de dochter van Martin Peyton en heeft een huwelijk met Leslie Harrington. Ze heeft twee zoons, Rodney en Norman. Tijdens de loop van de serie blijkt dat het Catherine is, die Elizabeth Carson heeft vermoord. Dit deed ze omdat ze een affaire had met Leslie. Ze liet er diens echtgenoot Elliot Carson achttien jaar lang voor opdraaien. Het wordt ook later bekend dat Catherine voor haar huwelijk met Leslie een affaire had met haar kunstleraar Brian Howard. Ze kreeg een tweeling van hem, die ze in het geheim opgaf. De dochter ging naar Brian, terwijl diens vrouw de jongen kreeg. De vrouw is Hannah Cord en werkt tegenwoordig als de dienstmeid van Martin. Ze sterft echter al snel in de serie op de operatietafel. Norman is de enige die haar dood betreurt. | 1964      | 2-20                       |
| Matthew Swain        | Warner Anderson      | Matthew is een goede vriend van Constance MacKenzie die werkt bij de krant "The Clarion". Hij weet alle geheimen van Constance en heeft ook een band met Allison, die hem oom Matt noemt. Vlak nadat Constance en Elliot Carson trouwen, verlaat hij de stad. | 1964-1965 | 1-111                      |
| George Anderson      | Henry Beckman        | George werkt in de stad als handelsman voor Leslie Harrington. Hij is getrouwd met Julie en heeft met haar dochter Betty. Als hij gefrustreerd is, reageert hij zich af op zijn vrouw. Hij is geestelijk gehandicapt, maar niemand weet ervan af. Als Michael dit ontdekt, dreigt hij dit door te vertellen als hij door blijft gaan met het mishandelen van Julie. Als de moord op Elizabeth Carson onderzocht wordt, blijkt George een hoofdgedachte. Hoewel hij onschuldig is, kan hij de beschuldiging niet aan en draait door. Uiteindelijk wordt hij naar een gesticht gestuurd en keert hij nooit meer terug. | 1964-1965 | 4-59                       |
| Laura Brooks         | Patricia Breslin     | Laura is de goedaardige zus van Leslie Harrington en de weduwe van dokter Donald Brooks. Ze werd onmiddellijk verliefd op Michael en bood hem aan zijn assistente te worden. Hij toonde echter geen interesse voor haar. Desondanks hielp ze hem met het bewijzen van zijn onschuld toen hij werd beschuldigd van de moord op Catherine. Toen hij nog steeds geen affecties toonde, verliet ze de stad om op tour in Europa te gaan. Ze keerde nooit meer terug. | 1964-1965 | 2-36                       |
| Eli Carson           | Frank Ferguson       | Eli is de vader van Elliot en de gelukkige eigenaar van de General Store. Hij staat bekend in de stad als de raadgever. Als Elliot samen met Constance de stad verlaat, krijgt hij een nieuwe vrouw en blijft dus niet alleen achter. | 1964-1969 | 18-514                     |
| Robert Morton        | Kent Smith           | Robert is de vader van Claire en een ouderwetse dokter. Hij heeft een hekel aan de nieuwe methodes. Dit is de hoofdreden waarom Catherine Harrington sterft op zijn operatietafel. Hij is een grote rivaal van dokter Michael, die uiteindelijk een relatie krijgt met zijn dochter. | 1964-1965 | 8-137                      |
| Theodore Dowell      | Patrick Whyte        | Theodore is een succesvolle advocaat en de partner van Steve Cord. Hij gaat uiteindelijk met pensioen en laat het over aan Steven. | 1964-1966 | 24-204                     |

### Instap in 1965
| Karakter                             | Acteur             | Biografie | Periode   | Afleveringen |
| ------------------------------------ | ------------------ | --- | --------- | ------------ |
| Martin Peyton                        | George Macready    | Martin is de vader van Catherine Harrington en grootvader van Rodney en Norman Harrington. Hoewel er al vanaf het begin van de serie naar hem verwezen wordt, verschijnt hij pas voor het eerst als Rodney terecht moet staan. Hij neemt het huis over waar de familie Harrington tot dan toe woont en dient als de tiran van de stad. Hij wordt bijgestaan door zijn dienstmeid Hannah Cord. Hij weet af van de tweeling van Catherine maar zweert dit geheim te houden. Dit leidt uiteindelijk tot de moord op Ann. Dit zorgt voor een slechte relatie met Hannah. Zij steekt uiteindelijk het huis in de fik, met Martin in aanwezigheid. Hij erkent uiteindelijk (de tweelingbroer) Steven als zijn kleinzoon en nodigt hem en Betty bij hem thuis uit om te wonen. Dit blijkt echter een plan om de twee uit elkaar te drijven, zodat Rodney kan trouwen met Betty. Hij zorgt er ook voor dat Adrienne Van Leyden ten tonele stapt om Steven te verleiden. Hij laat haar voordoen als zijn verloofde. Als Adrienne komt te overlijden, verlaat Martin Peyton Place om de rest van zijn leven door te brengen in een kliniek in Boston. Hij sterft echter al gauw. | 1965-1968 | 133-402      |
| Elliot Carson                        | Tim O'Connor       | Elliot stapt in de helft van het eerste seizoen in de serie na 18 jaar lang in de gevangenis te hebben gezeten. Hij werd veroordeeld voor de moord op zijn vrouw Elizabeth, maar blijkt al gauw onschuldig te zijn. Hij kreeg ooit een kind met Constance MacKenzie. Dit blijkt Allison te zijn. Omdat ze heel haar leven voorgelogen en een buitenechtelijk kind is, kan ze Elliot maar moeilijk in haar leven accepteren. Als hij trouwt met Constance, doet ze dit toch. Niet veel later belandt ze in een coma. Als ze bijkomt, herinnert ze zich niets meer van Elliot. Als opnieuw de waarheid wordt verteld, kan ze er niet mee omgaan en krijgt een zenuwinzinking. Elliot besluit ertussenuit te gaan door met een zeilboot een wereldreis te maken. Dit plan wordt gestaakt als Constance zwanger blijkt te zijn. Hij krijgt een baan bij de lokale krant. Vlak voordat zijn zoon Matthew wordt geboren, verlaat Allison de stad voorgoed. Elliot doet meerdere pogingen om haar op te sporen, maar is hier niet succesvol in. Als er later iemand de stad in komt die beweert de baby van Allison op te voeden, neemt Elliot het tegen Rodney op voor voogdij. Later verlaat hij met Constance Peyton Place.                                                                                             | 1965-1968 | 25-435       |
| Rita Jacks                           | Patricia Morrow    | Rita wordt in de serie geïntroduceerd als Joe Chernacks vriendin. Ze staat er aan het begin om bekend dat alles haar tegenzit. Haar vader verliet de familie toen Rita nog een kind was en haar moeder runt een bar. Hierdoor wordt ze constant omgeven door de verkeerde mensen. Al gauw wordt Norman Harrington verliefd op haar. Ze maakt het uit met Joe en krijgt een relatie met Norman. Joe kan dit niet goed aan en bedreigt ze. Ook probeert hij Rita te verkrachten. Als Normans broer Rodney hiervan op de hoogte wordt gesteld, confronteert hij Joe. Na een gevecht komt Joe te overlijden en wordt Rodney terechtgesteld. Ondertussen besluiten Norman en Rita te trouwen. Normans vader Leslie Harrington en zijn grootvader Martin Peyton keuren het huwelijk niet goed, omdat ze niet goed genoeg voor Norman zou zijn. Ze weet echter uiteindelijk hun goedkeuring voor zich te winnen. Een latere verhaallijn gaat over Rita's vader, die na zestien jaar terugkeert. Ook wil ze dolgraag kinderen, maar heeft Norman hier geen interesse in. Toch wordt ze zwanger. Dit resulteert echter in een miskraam. | 1965-1969 | 52-514       |
| Hannah Cord                          | Ruth Warrick       | Hannah arriveert in Peyton Place als huishoudster van Martin Peyton. Ze had veel invloed op zijn keuzes en beslissingen. Haar zoon Steven wordt ook financieel door hem bijgestaan. Hij zal in de toekomst Stevens advocaat worden. Als hij wil trouwen met Betty, is Hannah hier op tegen. Ze denkt namelijk dat ze alleen uit is op Stevens geld. Ook weet ze dat Betty nog stiekem verliefd is op Rodney en dat het huwelijk daarom niet gelukkig zou zijn. Als Steven toch trouwt met Betty, koopt ze een huis voor ze als cadeau. Als Ann Howard arriveert in de stad, stort Hannahs wereld in. Ze blijkt de tweelingzus van Steven te zijn. Steven raakte ervan overtuigd dat Martin zijn vader is. Als Ann van een klif valt en komt te overlijden, beschuldigt Steven Hannah hiervan. Hannah biecht uiteindelijk op dat Steven de buitenechtelijke zoon van Catherine Harrington en Hannahs echtgenoot Brian is. Steven stoot Hannah op dat moment uit zijn leven. Hannah raakt in een depressie en steekt het huis in de fik, terwijl Martin er in aanwezigheid is. Vervolgens vlucht ze van Peyton Place en keert nooit meer terug. | 1965-1967 | 90-302       |
| Steven Cord                          | James Douglas      | Steven wordt opgevoed door Hannah Cord in het huis van de rijke Martin Peyton. Martin staat ze financieel bij en zorgt ervoor dat Steven ooit een goede advocaat zal worden. Omdat Martin zo hulpvaardig is, denkt hij stiekem dat hij zijn zoon is. Als hij in Peyton Place arriveert, gaat hij al snel achter de getrouwde Betty Anderson aan. Dit zorgt voor een rivaliteit met diens echtgenoot Rodney Harrington. Hij trouwt uiteindelijk met haar en ze krijgen van Hannah een huis om in te wonen. Als Ann Howard ten tonele verschijnt, blijkt ze zijn tweelingzus te zijn. Steven begint op dat moment Hannah te wantrouwen en is er overtuigd van dat Martin zijn vader is. Als ze overlijdt, komt er een proces. Als Hannah er onder ede staat, biecht ze de waarheid op: Ann en Steven zijn de tweeling van Catherine Harrington en Brian, Hannahs echtgenoot. Hierna trekt Steven opnieuw in bij Martin. Dit blijkt echter een plan om hem en Betty uit elkaar te drijven zodat zij kan hertrouwen met Rodney. Martin huurt de jonge Adrienne Van Leyden in om hem te verleiden. Al snel krijgt hij een affaire met haar. Dit zorgt er uiteindelijk voor dat Steven en Betty van elkaar scheiden. Hierna verandert Steven in een bittere man die er niet tegenkan dat Betty nu getrouwd is met Rodney. | 1965-1969 | 77-514       |
| Ada Jacks                            | Evelyn Scott       | Ada is de goedaardige moeder van Rita Jacks, wiens vader de familie jaren geleden heeft verlaten. Ze runt een bar en doet haar best Rita een goede opvoeding te geven. Als haar man Eddie na jaren terugkomt, vertrouwt ze hem niet. Desondanks biedt ze hem een baan in haar bar aan. | 1965-1969 | 36-514       |
| Stella Chernak                       | Lee Grant          | Stella arriveert in Peyton Place als de zus van Joe Chernack. Ze is heel haar leven al omgeven door de slechte mensen en is daarom zelf ook kwaadaardig. Ze houdt echter veel van haar familie. Als Joe plotseling komt te overlijden, neemt ze dit dan ook zwaar op. Naar aanraden van haar vader liegt ze tegen de rechter dat Rodney tegen haar heeft verteld dat hij Joe ging vermoorden. Rodneys advocaat en halfbroer Steven Cord brengt tijdens het proces Stella's duistere verleden omhoog: Toen ze nog in Los Angeles woonde, raakte ze meerde malen betrokken bij illegale praktijken in een ziekenhuis. Uiteindelijk werd ze gechanteerd in het vertellen van de waarheid, waarna Rodney werd vrijgesproken. Vlak daarna pakt ze haar koffers in en vertrekt de stad voorgoed. | 1965-1966 | 111-199      |
| Joe Chernak                          | Don Quine          | Joe is een arme sloeber die een slechte invloed heeft op zijn vriendin Rita Jacks. Als ze haar verliest aan de rijke en goedgemanierde Norman Harrington, kan hij hier niet goed mee omgaan. Hij begint ze te bedreigen en probeert Rita te verkrachten. Als Normans broer Rodney hiervan op de hoogte wordt gesteld, belanden de twee in een gevecht. Hierbij valt hij op zijn hoofd en overlijdt. Vlak voor zijn gevecht met Rodney, ziet de kijker een meer softe kant van hem als zijn zus Stella arriveert in Peyton Place. | 1965      | 83-113       |
| Gus Chernak                          | Bruce Gordon       | Gus is de kwaadaardige vader van Joe en Stella. Hij is een agressieve man sinds hij ontslagen werd door Leslie Harrington. Als Joe overlijdt, dwingt hij Stella te liegen dat Rodney de dader is. Als Stella de stad verlaat, gaat hij mee. | 1965-1966 | 111-177      |
| Marian Fowler                        | Joan Blackman      | Marian is de vrouw van advocaat John Fowler. Ze rijdt Allison aan, waarna zij in een coma belandt. Als blijkt dat niemand weet wie er verantwoordelijk voor is, wordt Marion bang. Ze was op weg van haar minnaar naar huis en durft om die reden de waarheid niet op te biechten. Haar minnaar blijkt Russ Gehring, de dokter die Allison behandelt als ze in coma ligt. | 1965-1966 | 133-191      |
| John Fowler                          | John Kerr          | John is de echtgenoot van Marion Fowler. Hij trad zijn vader in de voetsporen en is zelf ook advocaat geworden. Zijn vader heeft Elliot Carson eerder schuldig verklaard voor de moord op Elizabeth. Zelf probeert hij Rodney en Lee Webber achter de tralies te krijgen. Zijn vrouw heeft Allison aangereden, waarna zij in een coma belandde. Hij weet hier niet van af. Na het proces van Lee Webber, wordt er niets meer van John vernomen. | 1965-1966 | 117-298      |
| Zuster Choate                        | Erin O'Brien-Moore | Choate is de hoofdzuster in het ziekenhuis van Peyton Place. Als Betty behandelt moet worden, is het dokter Rossi die haar helpt. Choate kan niet aanzien hoe de aantrekkelijke Betty krijgt wat ze wil en probeert het haar moeilijk te maken. | 1965-1968 |              |
| Claire Morton                        | Mariette Hartley   | Claire is de dochter van dokter Morton. Zelf is ze ook een veelbelovende dokter en is ze getrouwd met specialist Vincent Marham, die voor zijn werk in Peru is. In het ziekenhuis krijgt ze een oogje op Michael Rossi, de rivaal van haar vader. Ze krijgen een affaire, totdat Vincent terugkeert naar Peyton Place. Ze geeft uiteindelijk haar intieme periode met Michael op voor haar huwelijk. | 1965      | 55-109       |
| Sharon Purcell                       | Dayna Ceder        | Sharon is een jongedame die krijgt wat ze wil. Ze woont in een appartement en wordt onderhouden door de veel oudere man Phillip, die denkt dat Sharon verliefd op hem is. Ze brengt haar dagen door met het kopen van dure spullen en het gebruiken van pillen. Uiteindelijk trekt Betty bij haar in, die Sharon ziet als een rolmodel. Terwijl Betty van plan is terug te keren naar huis, wordt Sharon gedumpt door Phillip en ziet ze in hoe leeg haar leven is. Als Betty haar vriendschap breekt met haar, wordt er niks meer van Sharon vernomen. | 1965      | 36-41        |
| Dokter Vincent Marham/Kenneth Marham | Leslie Nielsen     | Vincent Marham is de tweelingbroer van Kenneth Marham en is getrouwd met Claire Morton. Hij is een dokter die voor zijn werk is in Peru, maar komt al snel terug naar Peyton Place. Claire heeft ondertussen een affaire en denkt dat Vincent frigide is. Toch geeft ze haar affaire op voor hem. Als Vincent een dodelijke ziekte blijkt te hebben, komt zijn rivaliserende tweelingbroer Kenneth naar Peyton Place. Ze leggen het echter bij met elkaar en ook Claire vindt opnieuw haar geluk bij Vincent. | 1965      | 90-109       |
| David Schuster                       | William Smithers   | David is de vader van de 6-jarige doofstomme Kim. Hij is getrouwd met de bittere Doris en runt de Peyton Mill. Hij wordt door Martin Peyton als aas gebruikt om Leslie Harrington te straffen. | 1965-1966 | 69-202       |
| Doris Schuster                       | Gail Kobe          | Doris is de verwende vrouw van David Schuster. Haar 6-jarige dochter Kim is doofstom. Dit weet Doris maar niet te accepteren. Ze kan niet goed om met haar handicap en is daarom een slechte moeder. Ze verlaat Peyton Place uiteindelijk om naar New York te verhuizen. | 1965      | 69-147, 189  |
| Kim Schuster                         | Kimberly Beck      | Kim is de 6-jarige dochter van David en Doris Schuster. Ze is doofstom. Ze krijgt een band met Allison, haar oppas. Dit wordt echter onderbroken als Allison in een coma belandt. Niet veel later is ze de getuige van het gevecht tussen Rodney Harrington en Joe Chernack. Daarna verlaat ze Peyton Place met haar moeder om naar een instituut in New York te gaan. | 1965-1966 | 69-140, 189  |
| Dokter Russ Gehring                  | David Canary       | Russ is de dokter die Allison helpt als ze in een coma belandt. Hoewel hij een goede dokter is, heeft hij een affaire met Marion Fowler, de vrouw die Allisons coma veroorzaakte. | 1965-1966 | 134-190      |

### Instap in 1966
| Karakter      | Acteur             | Biografie | Periode   | Afleveringen |
| ------------- | ------------------ | --- | --------- | ------------ |
| Rachel Welles | Leigh Taylor-Young | Rachel is een jonge wilde en angstige meid die van huis vlucht nadat ze voor de zoveelste keer wordt misbruikt door haar oom. Haar tante is kort daarvoor overleden en haar ouders kwamen om bij een brand toen Rachel nog een kind was. Tijdens het kamperen raakt ze bevriend met Norman en Rita. Als ze in Peyton Place arriveert, valt het de inwoners al snel op dat ze de armband van Allison MacKenzie draagt. Het wordt een groot mysterie hoe ze eraan gekomen is. Al snel komt ook haar oom Jack Chandler naar de stad om haar mee terug te nemen. In deze periode heeft ze al een relatie gekregen met haar oudere dokter Michael Rossi. Hij beschermt haar tegen Jack. Ze trekt uiteindelijk in bij de familie Carson en helpt ze met het opvoeden van de jonge Matthew. Constance ziet in haar een nieuwe dochter en ook Rodney krijgt interesse in haar. Als er wordt gevraagd naar de armband, houdt ze vol dit gevonden te hebben. Elliot Carson gelooft dit echter nooit. Vlak nadat Michael het uitmaakt om de leeftijdsverschil, wordt Rachel ontvoerd door Jack. Rond deze tijd wordt het duidelijk dat Jack Allison heeft aangevallen nadat ze de stad verliet. Jack dreigt de familie Carson te vertellen dat Rachel de brand heeft gesticht waarbij haar ouders omkwamen, als ze niet bij hem blijft. Ze slaat hem echter met een kandelaar en vlucht. Later neemt ze Matthew mee en doet ze alsof ze opnieuw ontvoerd is. Dit doet ze zodat de politie Jack opspoort en vermoordt. Als de waarheid duidelijk wordt, mag niemand Rachel meer. Ze draait uiteindelijk door en denkt dat ze Allison is. Uiteindelijk wordt ze naar een kliniek geplaatst. | 1966-1967 | 276-354      |
| Ann Howard    | Susan Oliver       | Ann Howard arriveert in Peyton Place om haar onschuld te bewijzen. Iedereen denkt namelijk dat Chris Webber door haar blind is, terwijl diens grote broer Lee hier verantwoordelijk voor is. Ze wordt tijdens haar verblijf vernederd en gepest door meerdere mensen, waaronder door Lee. Toch blijft ze om haar onschuld te bewijzen. Omdat ze veelvoudig aandringt op Chris, probeert hij haar te ontwijken. Ze werkt intussen als zuster in het ziekenhuis. Hier ontmoet ze Michael Rossi. Hij wordt verliefd op haar en gelooft in haar onschuld. Omdat ze Chris zou stalken, is hij echter gedwongen haar te schorsen. Chris ziet uiteindelijk in dat het Lee is die hem blind maakte. Pas dan wordt Ann geaccepteerd door de inwoners van Peyton Place. Ook is ze verloofd met Michael. Als haar vader overlijdt, wordt het duidelijk dat Ann de tweelingzus van Steven Cord is. Ze zijn de buitenechtelijke kinderen van Catherine Harrington, die ze opgaf na de geboorte. Ze werden gescheiden na de geboorte. Ze besluit Hannah Cord te confronteren, maar zij wil op dat moment niet met haar spreken. Onderweg komt ze Lee tegen. Hij bedreigt haar en duwt haar van een klif. Ann overleeft dit niet. Haar lichaam wordt later gevonden door Allison. | 1966      | 205-254      |
| Lee Webber    | Stephen Oliver     | Lee wordt geïntroduceerd als de slechte jongen van de stad. Zo heeft hij zijn kleine broer Chris blind gemaakt en gaf hij de schuld aan Ann Howard. Ook mishandelt hij zijn aantrekkelijke vrouw Sandy. Hij belandt veelvoudig in gevechten met Rodney Harrington, zijn collega in de garage. Als Ann naar de stad komt om te bewijzen dat zij niet verantwoordelijk is voor de handicap van Chris, probeert Lee haar weg te pesten. Ze weet uiteindelijk haar onschuld te bewijzen. Dit maakt Lee Webber zó boos, dat hij haar van een klif duwt. Hierbij komt ze te overlijden. Hannah Cord is hier getuige van. Door zijn advocaat Steven Cord wordt hij vrijgesproken. Chris probeert Ann te wreken door een poging te doen zijn grote broer te doden en ook Sandy scheidt van hem. Vlak nadat Martin hem inhuurt als zijn chauffeur, wordt Lee doodgeschoten bij een overval. | 1966-1968 | 206-400      |
| Sandy Webber  | Lana Wood          | Sandy is de echtgenote van Lee. Ze wordt echter door hem mishandeld en zet daarom haar zinnen op Rodney Harrington. Ze wordt geconfronteerd met Betty, die zelf ook iets met Rodney wil. De reden waarom Sandy blijft bij Lee, is om zijn blinde broer Chris, met wie ze een goede band heeft. Als ze erachter komt dat Lee verantwoordelijk is voor de handicap van Chris, vraagt ze een scheiding aan. Martin Peyton, die Rodney en Betty het liefst bij elkaar ziet, ziet Sandy als een bedreiging en biedt haar geld aan om de stad te verlaten. Hoewel ze zijn geld weigert, verlaat ze de stad wel, nadat ze Rodney en Betty vertelt dat ze hypocriet zijn. | 1966-1967 | 209-346      |
| Chris Webber  | Gary Haynes        | Chris is de broer van Lee die vroeger blind raakte na een val. Ann Howard is degene die hiervan beschuldigd werd. Hij gaat naar Peyton Place om zijn broer te bezoeken. Rond deze tijd komt ook Ann naar de stad om haar onschuld te bewijzen. Het is namelijk Lee die ervoor zorgde dat Chris blind werd. Het kost Ann veel tijd Chris ervan te overtuigen, maar Chris ziet uiteindelijk de waarheid in. Hij biecht dit op aan Allison, met wie hij bevriend is geraakt. Lee raakt gefrustreerd en duwt Ann van een klif, waarbij ze komt te overlijden. Chris vat dit zwaar op en reageert zich af op Allison, die niet veel later emotioneel de stad verlaat. Vervolgens probeert hij uit woede zijn broer te vermoorden. Steven Cord houdt hem tegen en stuurt hem terug naar de universiteit. | 1966-1967 | 224-312      |
| Jack Chandler | John Kellogg       | Jack is de oom van Rachel Welles. Nadat zijn vrouw is overleden, begon hij Rachel seksueel te misbruiken. Zij vluchtte naar Peyton Place, maar hij komt al snel achter haar aan. Eenmaal in Peyton Place chanteert hij Leslie Harrington om hem een baan te geven. Hij kende Leslie van vroeger, toen hij Jack inhuurde om Catherine om te brengen. Uiteindelijk ontvoert hij haar en chanteert hij haar om niet terug te gaan naar Peyton Place. Rachel slaat hem echter neer met een kandelaar. Hij wordt uiteindelijk neergeschoten door de politie. | 1966-1967 |              |

### Instap in 1967
| Karakter            | Acteur        | Biografie | Periode   | Afleveringen |
| ------------------- | ------------- | --- | --------- | ------------ |
| Adrienne Van Leyden | Gena Rowlands | Adrienne wordt geïntroduceerd als de verloofde van Martin Peyton. Dit blijkt al snel een grote leugen te zijn. Ze is werkelijk ingehuurd om Steven Cord en zijn echtgenote Betty Anderson uit elkaar te drijven. Hoewel Steven samen met vele andere inwoners een hekel aan haar heeft, belandt hij al na twee dagen met haar in bed. Dit is het begin van een korte affaire. Als Betty erachter komt, confronteert ze Adrienne. Dit loopt uit tot een gevecht, waarbij Adrienne sterft. | 1967      | 355-392      |
| Eddie Jacks         | Dan Duryea    | Eddie is de echtgenoot van Ada en vader van Rita. Hij heeft ze in de steek gelaten toen Rita nog een klein kind was en keert nu terug. | 1967-1968 | 363-429      |

### Instap in 1968
| Karakter        | Acteur            | Biografie | Periode   | Afleveringen |
| --------------- | ----------------- | --- | --------- | ------------ |
| Jill Smith      | Joyce Jillson     | Jill komt naar Peyton Place met het kind dat naar eigen zeggen van Allison MacKenzie zou zijn. Dit zorgt ervoor dat meerdere inwoners van Peyton Place voogdij proberen te krijgen over het kind. Ze blijkt het kind echter gehad te hebben van Michael Rossi's jongere broer Joe. Ze heeft van hem informatie gekregen over de inwoners en weet om die reden hoe ze iedereen om haar vingers moet winden. Uiteindelijk trouwt ze met Joe en begint ze een familie. | 1968      | 402-473      |
| Joe Rossi       | Michael Christian | Joe is de jongere broer van Michael Rossi. Hij heeft een relatie met Jill Smith, de vrouw die zijn kind draagt. Ze veroorzaakt commotie in de stad door te beweren dat het kind werkelijk van Allison MacKenzie is. Joe staat haar hier in bij. | 1968      | 411-473      |
| Marsha Russell  | Barbara Rush      | Marsha is de moeder van de wilde Carolyn. Ze wordt mishandeld door haar echtgenoot Fred. Nadat ze uit elkaar gaan, trouwt Marsha met Michael Rossi. Niet veel later sterft Fred en wordt Michael beschuldigd voor moord. | 1968-1969 | 433-514      |
| Carolyn Russell | Tippy Walker      | Carolyn is de wilde dochter van Marsha. | 1968-1969 | 430-514      |
| Fred Russell    | Joe Maross        | Fred is de vader van Carolyn en echtgenoot van Fred. Hij mishandelt zijn vrouw, waardoor zij een scheiding aanvraagt. Niet veel later komt hij te overlijden. Het wordt niet duidelijk wie het heeft gedaan. | 1968-1969 | 447-514      |
| Tom Winter      | Bob Hogan         | Tom is een priester die getrouwd is met Susan, een alcoholist. Hij heeft een groot libido. | 1968-1969 | 419-514      |
| Susan Winter    | Diana Hyland      | Susan is de alcoholistische vrouw van priester Tom. Hij probeert wanhopig haar verslaving te verhelpen, waardoor ze uit elkaar groeien. Uiteindelijk scheiden ze. | 1968-1969 | 421-514      |
| Dr. Harry Miles | Percy Rodriguez   | Harry is een gerespecteerde gekleurde chirurg. Hij is getrouwd met de goedaardige Alma en zijn zoon Lew presteert geweldig op school. | 1968-1969 | 450-514      |
| Alma Miles      | Ruby Dee          | Alma is de goedaardige gekleurde vrouw van Harry, een chirurg. Samen met hem heeft ze een zoon, Lew. | 1968-1969 |              |
| Lew Miles       | Glynn Turman      | Lew is de intelligente zoon van Harry en Alma. Als hij wordt gekoppeld met Carolyn voor school, wordt haar vader Fred boos omdat hij gekleurd is. | 1968-1969 |              |